# جيمس بيرك
جيمس بيرك (بالإنجليزية: James Burke)‏ (16 أبريل 1994 المملكة المتحدة - ) هو لاعب كرة قدم بريطاني، يلعب كمدافع، ولعب مباراة.

## مسيرته

### مسيرته مع الأندية
- 2013 - 2014 لعب مع نادي بوري مباراة.

## روابط خارجية
- جيمس بيرك على موقع قاعدة بيانات كرة القدم.إي يو (الإنجليزية)
- جيمس بيرك على موقع Soccerbase.com (لاعب) (الإنجليزية)